# Jette Steckel
Jette Steckel (* 1982 in West-Berlin) ist eine deutsche Theaterregisseurin.

## Leben und Werk

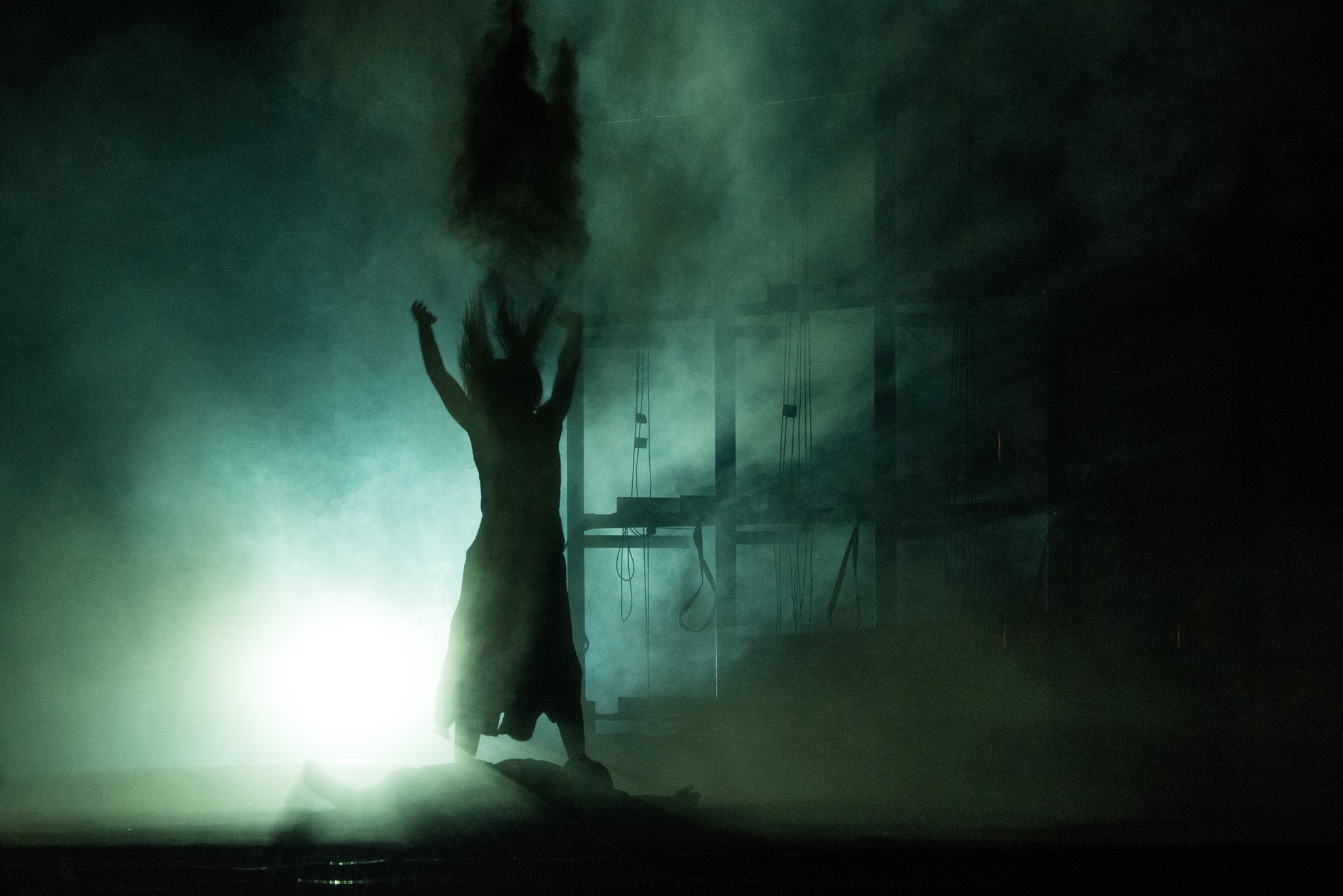
Antigone begräbt ihren Bruder Polyneikes, Burgtheater 2015

Steckel ist die Tochter der Bühnenbildnerin Susanne Raschig und des Regisseurs und Intendanten Frank-Patrick Steckel. Ihr Onkel war der Autor Ronald Steckel. Nach dem Abitur arbeitete Steckel zunächst als Regieassistentin, u. a. an der Berliner Schaubühne, am Wiener Burgtheater und am Hamburger Thalia Theater. 2003 bis 2007 absolvierte sie ein Studium der Schauspieltheaterregie an der Hamburger Theaterakademie und als Gasthörerin an der Russischen Akademie für Theaterkunst. Seit 2013 ist sie – mit einer Unterbrechung zwischen 2013 und 2019 – Hausregisseurin am Thalia Theater.

## Auszeichnungen
Die Kritiker der Zeitschrift Theater heute wählten sie 2007 für ihre Inszenierung von Darja Stockers Nachtblind am Thalia Theater Hamburg zur Nachwuchsregisseurin des Jahres. Für ihre Inszenierung Gerettet von Edward Bond am Thalia Theater erhielt sie den Förderpreis für Regie 2007 der Deutschen Akademie der Darstellenden Künste. 2008 wurde sie für den Nestroy-Theaterpreis als Bester Nachwuchs nominiert. 2011 wurde sie für ihre Inszenierung von Don Carlos, ebenfalls am Thalia Theater Hamburg, mit dem Rolf-Mares-Preis ausgezeichnet. 2015 erhielt sie den Faust-Preis für beste Regie für ihre Inszenierung von „Die Tragödie von Romeo und Julia“ von William Shakespeare am Thalia Theater Hamburg. Auch 2017 erhielt sie den Rolf-Mares-Preis für ihre Inszenierung von Das achte Leben (Für Brilka) am Thalia Theater.
2022 wurde sie mit dem Deutschen Theaterpreis Der Faust in der Kategorie Inszenierung Schauspiel für Das mangelnde Licht am Thalia Theater Hamburg ausgezeichnet.

## Inszenierungen (Auswahl)
- 2009: Othello, Deutsches Theater Berlin
- 2010: Woyzeck, Thalia Theater Hamburg
- 2011: Don Carlos, Thalia Theater Hamburg
- 2011: Kleinbürger, Deutsches Theater Berlin
- 2011: Der Fremde, Thalia Theater Hamburg
- 2012: Die schmutzigen Hände, Deutsches Theater Berlin
- 2012: Dantons Tod, Thalia Theater Hamburg
- 2014: Die Ratten, Thalia Theater Hamburg
- 2014: Das Spiel ist aus, Deutsches Theater Berlin
- 2014: Romeo und Julia, Thalia Theater Hamburg
- 2014: Das weite Land, Deutsches Theater Berlin
- 2015: Antigone, Burgtheater Wien
- 2015: Weine nicht, singe, Staatsoper Hamburg
- 2015: Kasimir und Karoline – Glauben Lieben Hoffen, Thalia Theater Hamburg
- 2016: Die Zauberflöte, Staatsoper Hamburg
- 2017: 10 Gebote, Deutsches Theater Berlin
- 2017: Das achte Leben (Für Brilka), Thalia Theater Hamburg
- 2017: Ein Volksfeind, Wiener Burgtheater
- 2018: Der Sturm, Thalia Theater Hamburg
- 2018: Vor Sonnenaufgang, Ruhrfestspiele Recklinghausen (Koproduktion mit Deutsches Theater Berlin)
- 2018: Medea und Jason, Thalia Theater Hamburg
- 2019: Zeiten des Aufruhrs, Deutsches Theater Berlin
- 2019: Die Katze und der General, Thalia Theater Hamburg
- 2020: Hamlet, Thalia Theater Hamburg
- 2021: Pippi Langstrumpf, Thalia Theater Hamburg
- 2021: Frankenstein, Deutsches Theater Berlin
- 2022: Das mangelnde Licht, Thalia Theater Hamburg
- 2023: Die Besessenen, Thalia Theater Hamburg
- 2023: Die Vaterlosen, Münchner Kammerspiele
- 2023: Prinz Friedrich von Homburg, Schaubühne Berlin
- 2024: Mephisto, Münchner Kammerspiele
- 2025: Asche, Thalia Theater Hamburg[7]